# Закс, Эрнст (изобретатель)
Эрнст Закс (нем. Ernst Sachs; 22 ноября 1867 — 2 июля 1932) — немецкий механик, промышленник известный как изобретатель велосипедной тормозной втулки «Торпедо».

## Биография
Эрнст Закс родился 22 ноября 1867 года в городе Констанц-Петерхаузен (нем. Konstanz-Petershausen).
Его отец был плотником и имел собственную лесопилку, где работало 70 рабочих. После окончания начальной школы в возрасте 13 лет, он учился в районной школе в Цюрихе. После этого обучался профессии слесаря-инструментальщика в Штутгарте на фабрике по производству механических пил.
Впоследствии Э. Закс работал на механическом заводе точных машин во Франкфурте механиком. Он увлекся модными тогда велосипедами. В возрасте 20 лет, Закс собственноручно построил себе двухколесный велосипед типа «Пенни-фартинг». Впоследствии он приобрёл профессиональный велосипед с резиновыми покрышками, был членом велосипедного клуба, принимал участие в гонках, претендовал на призовые места.
Э. Закс женился на дочери предпринимателя Вильгельма Хопфингера (Wilhelm Höpflinger), Барбаре и переехал в город Швайнфурт (нем. Schweinfurt). Велосипеды стали его основным увлечением, он работал над совершенствованием ступиц колес с использованием шариковых подшипников.

## Деятельность
В 1898 году на выставке в Англии Эрнст Закс впервые презентовал ступицу заднего колеса велосипеда с обгонной муфтой (свободным ходом) собственной конструкции. На то время подобные втулки уже существовали, но были более сложной конструкции и без тормозов, несмотря на это модель Эрнста Закса не получила должной оценки.
После усовершенствования в 1903 году Закс запатентовал новую конструкцию втулки заднего колеса со свободным ходом и внутренним тормозным механизмом, оснащённую шариковыми подшипниками. Впоследствии она получила название «Torpedo». Удачная конструкция механизма втулки обеспечивала лёгкий ход велосипеда, хороший накат и надёжное торможение. Это изобретение стало революционным в истории развития велосипеда.
1 августа 1895 года при содействии тестя Вильгельма Хопфингера, Эрнст Закс вместе с коммерческим компаньоном Карлом Фихтелем (нем. Karl Fichtel (1853—1911)), основал в городе Швайнфурт предприятие «Schweinfurter Präzisions-Kugellagerwerke Fichtel & Sachs» которое начало массовое производство подшипников качения и велосипедных односкоростных тормозных втулок «Торпедо». Благодаря сравнительно простой конструкции, надёжности, эффективному торможению и лёгкости настройки, новая втулка быстро завоевала всемирную популярность. В 1905 году Закс разработал также двухскоростную втулку с планетарным редуктором, а впоследствии и трёхскоростную. Был автором около 100 патентованных изобретений.
Производство велосипедных втулок и подшипников качения для промышленности и машин принесло значительный капитал. Под давлением экономических обстоятельств в 1929 году Закс вынужден был продать основной пакет акций подразделения по производству шариковых подшипников шведскому концерну SKF. Эрнст Закс был председателем наблюдательного совета объединения немецких производителей шариковых подшипников.
Как предусмотрительный предприниматель, Эрнст Закс удачно вложил вырученные средства в развитие нового направления: производство двигателей внутреннего сгорания для велосипедов, мотоциклов и амортизаторов и систем сцепления для автомототехники. Компания «Sachs» в Швайнфурте существует и сегодня.
Эрнст Закс умер 2 июля 1932 года после непродолжительной болезни в возрасте 64 лет от лейкемии. Дело отца продолжил его сын Вилли Закс.